# Hermann Vering

Hermann Vering (1878)

Johann Hermann Vering (* 4. November 1846 in Ahlen; † 6. Januar 1922 in Hamburg) war ein deutscher Bauunternehmer und Pionier des Verkehrswegebaus im 19. Jahrhundert.

## Leben
Hermann Vering erlangte das Abitur am Gymnasium in Münster. Anschließend wechselte er zum Studium der Ingenieurwissenschaften an die Technische Hochschule Hannover. Hier wurde er 1869 Mitglied des Corps Slesvico-Holsatia. Nach Teilnahme als Kriegsfreiwilliger am Deutsch-Französischen Krieg trat er 1871 in das von seinem Bruder Carl Hubert Vering im Jahre 1855 gegründete Bauunternehmen C. Vering und verantwortete seitdem die technische Leitung. Beide Brüder entwickelten in kurzer Zeit eines der größten Bauunternehmen des Deutschen Kaiserreiches und gelten als Pioniere des deutschen Verkehrswegebaus im 19. Jahrhundert mit Bauprojekten im In- und Ausland. Vering gilt insbesondere als Spezialist für Hafenbau dieser Epoche.
Stadtgeschichtliche Bedeutung erlangte er zusammen mit seinem Bruder Carl für die Elbinsel Wilhelmsburg und damit für Hamburg durch die industrielle Erschließung des dortigen Reiherstiegviertels. Er gehörte den Aufsichtsräten einer Reihe von Aktiengesellschaften an und war Donator der Hamburgischen Wissenschaftlichen Stiftung. 1904 erwarb er das Gut Wulfsdorf und baute es zu einem Mustergut aus. Von 1894 bis 1912 gehörte er dem Gemeinderat von Wilhelmsburg und dem Kreistag in Harburg an.
Vering heiratete 1878 Marie, geb. von Münstermann. Aus der Ehe gingen vier Kinder hervor.

## Bauwerke
- Erschließung des Reiherstiegviertels in Wilhelmsburg für die Industrie und Entwicklung zum Arbeiterwohnort
- Bahnstrecke Bremen-Hamburg
- Südliches Hamburger Hafenbecken
- Hafen von Tsingtau
- Abschnitte des Nord-Ostsee-Kanals mit der Brunsbütteler Schleuse
- Nördlicher Abschnitt des Elbe-Lübeck-Kanals
- Tiefbauarbeiten Hauptbahnhof Frankfurt am Main[4]
- Projektierung des Elbtunnels

## Patente und Entwicklungen
- Vorrichtung zum Ausscheiden grober Gegenstände am Baggergut. Patent Nr. 44 535[5]
- Eimerkette für Ausschachtmaschinen. Patent Nr, 45 026[6]
- Entwicklung von Schiffshebewerken im Zusammenhang mit der Projektierung des Donau-Moldau-Elbe-Kanals[7]
- Entwicklung einer neuartigen Eisenbeton-Spundbohle, verwendet bei den Kaibauten in Kiautschou[8]

## Auszeichnungen
- 1893: Ernennung zum Ehrenburschen des Corps Slesvico Holsatia
- 1900: Benennung der Veringstraße durch die Stadt Wilhelmsburg
- 1900: Goldmedaille der Pariser Weltausstellung für die Mitarbeit am Nordostseekanal[9]
- 1911: Verleihung der Ehrendoktorwürde (als Dr.-Ing. E. h.) der Technischen Hochschule Hannover für die Förderung großer Bauvorhaben im In- und Ausland sowie die Entwicklung von Einrichtungen zur Bewegung großer Erdmassen[10]
- 1942: Benennung des Veringwegs in Wilhelmsburg
- 1999: Benennung der Straße Am Veringhof in Wilhelmsburg[3]